# CinemaDNG
CinemaDNG ist das Ergebnis einer von Adobe geführten Initiative zur Definition eines offenen, frei verwendbaren Standards für Video-Rohformatdaten. CinemaDNG beinhaltet die Verwendung von Verzeichnissen für Gruppen von Video-Clips aus Roh-Videobildern, Audio-Daten (auch Mehrkanal), Metadaten, und 3D; und spezifiziert Anforderungen und Beschränkungen für Digital Negative DNG, TIFF, XMP, und/oder MXF in diesen Verzeichnissen, welche den Inhalt der Videoclips enthalten.
Zur Codierung der einzelnen Bilder der Video-Clips verwendet CinemaDNG das bereits aus der Standbildfotografie bekannte DNG, wobei die Bildsequenzen entweder „Frame“-basiert in einer MXF-Datei verpackt werden, oder als eine Sequenz von DNG-Bilddateien in einem spezifizierten Dateiverzeichnis abgelegt werden.
Adobe bietet mit dem „CinemaDNG Importer“ ein Programm zum Einlesen von CinemaDNG-Video-Daten in Adobe After Effects CS4, Adobe Premiere Pro CS4, und Adobe Soundbooth CS4 in Form von MXF-Dateien und DNG-Dateisequenzen für macOS und Windows an. Ansonsten gewinnt das 2009 angekündigte Format langsam Unterstützung, z. B. durch Softwarehersteller wie IRIDAS, Blackmagic Design mit DaVinci Resolve, oder Vision Research; oder durch Hersteller von digitalen Kinokameras wie Silicon Imaging, Ikonoskop (2009), Indiecam (2010), Blackmagic Design (2012), Digital Bolex (2012) und Weisscam (2012).

## Belege
1. ↑  Adobe Press Release:  Adobe Starts Initiative to Develop Open Format for Digital Cinema Files (Memento vom 28. Februar 2009 im Internet Archive)
2. ↑  Adobe Labs: CinemaDNG - Image Data Format Specification (Version 1.0.0.0) (PDF; 514 kB)
3. ↑   Archivlink (Memento vom 28. Februar 2009 im Internet Archive)
4. ↑  IRIDAS press release: IRIDAS Supports CinemaDNG RAW Standard
5. ↑  Silicon Imaging press release: Silicon Imaging Oscar Filmmaking Digital Cinema Cameras go 3D